# Guylian
Guylian (pełna nazwa: Chocolaterie Guylian NV) – belgijskie przedsiębiorstwo cukiernicze specjalizujące się w produkcji wyrobów z belgijskiej czekolady, eksportujące swoje produkty do ponad 120 państw.
Zostało założone w 1960 r. przez Guya i Liliane Foubertów. W 2008 r. zostało w całości przejęte przez przedsiębiorstwo Lotte Confectionery Co. (spółka zależna koreańskiej Lotte Group). Guylian produkuje ponad 75 ton czekolady na dobę. Powierzchnia zakładu wynosi 27 000 m². Przedsiębiorstwo posiada przedstawicielstwa w Wielkiej Brytanii, Niemczech, Austrii, Hiszpanii, Portugalii oraz w Stanach Zjednoczonych. Od października 2016 r. sprzedaje również swoje wyroby za pośrednictwem sklepu internetowego. Aktywnie włącza się w ochronę środowiska naturalnego, będąc od 1999 r. głównym sponsorem Project Seahorse, mającego na celu ochronę konika morskiego.

## Wpis do Księgi rekordów Guinnessa
W marcu 2005 roku przedsiębiorstwo ustanowiło rekord Guinnessa tworząc największą pisankę – w celu uświetnienia obchodów renowacji największego rynku miejskiego w Belgii znajdującego się w mieście Sint-Niklaas, stanowiącym jednocześnie miejsce siedziby Guylian. Jajo wielkanocne o wysokości 8,31 m i wadze 1950 kg zostało wpisane do Księgi rekordów Guinnessa. Jego wyprodukowanie zajęło 26 mistrzom czekolady 8 dni. Wykorzystano w tym celu 50 tys. belgijskich firmowych czekoladek w kształcie muszelek. Metalowe rusztowania z drewnianymi panelami stworzyły rodzaj „skorupy” chroniącej kruchą konstrukcję. W 2011 r. rekord został pobity przez Włochów, którzy wyprodukowali czekoladową pisankę o wadze 7200 kg.